# Il suicidio di Dorothy Hale
Il suicidio di Doroty Hale (El Suicidio de Dorothy Hale) è un dipinto a olio su masonite con cornice dipinta (49x60 cm) di Frida Kahlo, realizzato nel 1939 e oggi conservato al Phoenix Art Museum.

## Storia
Il dipinto è un ritratto commemorativo dedicato all'attrice statunitense Dorothy Hale, morta suicida il 21 ottobre del 1938, dopo alcune delusioni di natura professionale e sentimentale. Secondo alcune fonti, Frida Kahlo decise di realizzare quest'opera, commissionatagli dalla scrittrice Clare Booth Luce, sia per una ragione di parziale analogia con la sua stessa storia, sia per una ragione di pura empatia nei confronti della stessa Hale. Il dipinto è caratterizzato da una narrativa divisa in tre stadi, una ripresa dell'atroce atto quasi cinematografica. Clare Booth Luce, alla consegna del quadro, rimase delusa dall'interpretazione dell'artista messicana, considerando l'opera scabrosa e di un velato cinismo.